# Alexis Krüger
Alexis Krüger (* 18. Januar 1972 in Lüneburg) ist  ein deutscher Sprecher und Puppenspieler.

## Leben
Alexis Krüger wurde 1972 in Lüneburg geboren.
Er studierte Sprechkunst und Kommunikationspädagogik an der Hochschule für Musik und Darstellende Kunst in Stuttgart und war Schüler von Uta Kutter, Martina Volkmann und Christian Büsen. Er unterrichtet Sprechkunst privat und an Hochschulen und Universitäten.
Seit 1997 hält er Lyrik- und Prosalesungen und spricht in Hörspielen und Hörbüchern.
Während seiner Arbeit als Schauspieler in der Berliner Off-Theater Szene in den Neunzigerjahren, wurde er 1994 festes Ensemblemitglied im Kindertheater Narrenspiegel. Dort entdeckte er sein Talent für das Puppenspiel und erlernte das Handwerk unter Georg Offik. Seit 2002 arbeitet er als Puppenspieler für das Fernsehen. Er ist häufiger Gastpuppenspieler bei Siebenstein und spielt den Hasen Basti in Bastis Buchtipp für das ZDF. Seit 2005 spielt er „Beutolomäus, den einzig wahren Geschenkesack des Weihnachtsmannes“ im KiKA.
In der seit August 2012 erscheinenden Hörspielreihe „Sherlock Holmes – Die neuen Fälle“ spricht Krüger den wiederkehrenden neuen Erzfeind von Sherlock Holmes, Farley Straker.

## Filmografie (Auswahl)
- 2005: Beutolomäus sucht den Weihnachtsmann
- 2006: Beutolomäus kommt zum Weihnachtsmann
- 2006: Beutolomäus und der geheime Weihnachtswunsch (TV-Spielfilm)
- 2007: Beutolomäus und die Prinzessin
- 2007: Beutolomäus und der doppelte Weihnachtsmann
- 2009: Beutolomäus und die vergessene Weihnacht
- 2011: Beutolomäus und die Wunderflöte (TV-Spielfilm)
- 2012: Beutolomäus und der falsche Verdacht (TV-Spielfilm)